# László Somogyi (Politiker)
László Somogyi (* 3. Juni 1932 in Székesfehérvár, Komitat Fejér; † 1. Dezember 2016 ebenda) war ein ungarischer Politiker der Partei der Ungarischen Werktätigen MDP (Magyar Dolgozók Pártja) sowie schließlich der Ungarischen Sozialistischen Arbeiterpartei MSZMP (Magyar Szocialista Munkáspárt), der unter anderem zwischen 1984 und 1988 Minister für Bauwesen und Stadtentwicklung war.

## Leben
Somogyi, Sohn eines Komitatsangestellten, begann nach dem Schulbesuch ein Architekturstudium an der Universität für Bauwesen und Verkehrswesen (Építőipari és Közlekedési Műszaki Egyetem), das er 1954 abschloss. Danach wurde er Mitarbeiter sowie danach Chefingenieur des Staatlichen Baubetriebes des Komitat Fejér, dessen Technischer Direktor er 1963 wurde. Somogyi, der 1952 Partei der Ungarischen Werktätigen MDP (Magyar Dolgozók Pártja) sowie 1956 der daraus hervorgegangenen Ungarischen Sozialistischen Arbeiterpartei MSZMP (Magyar Szocialista Munkáspárt), absolvierte daneben ein Studium an der Universität für Marxismus-Leninismus (Marxizmus-Leninizmus Esti Egyetem), welches er 1969 beendete. 1978 übernahm er die Funktion als Generaldirektor des Staatlichen Betriebes für Hochbau.
Im Rahmen einer Kabinettsumbildung wurde Somogyi als Nachfolger von Kálmán Ábrahám am 27. Juni 1984 als Minister für Bauwesen und Stadtentwicklung (Építésügyi és Városfejlesztési Miniszter) in der Regierung von Ministerpräsident György Lázár und bekleidete dieses auch in der Regierung von Ministerpräsident Károly Grósz sowie im Kabinett von Miklós Németh bis zu seiner Ablösung am 20. Dezember 1988 durch András Derzsi, der neben seinem Amt als Minister für Verkehrs- und Fernmeldewesen zusätzlich das Amt des Ministers für Bauwesen übernahm. Als Bauminister besuchte er auf Einladung des Wirtschaftsministers von Bayern, August Lang, besuchte er im Juni 1987 Weiden in der Oberpfalz zu einem Erfahrungsaustausch zur Altstadtsanierung.
Nach seinem Ausscheiden aus der Regierung wurde er am 1. April 1989 Vorsitzender des Ausschusses zur Vorbereitung der für Wien und Budapest vorgesehenen Weltausstellung Expo 95, die allerdings nach einer Volksbefragung in Wien 1991 abgesagt wurde. Diese Funktion übte er bis zum 1. März 1990 aus und wurde danach Vorstandsvorsitzender des Unternehmens Hungaroswiss Rt.